# Esopus Creek
 (juin 2017).
Si vous disposez d'ouvrages ou d'articles de référence ou si vous connaissez des sites web de qualité traitant du thème abordé ici, merci de compléter l'article en donnant les références utiles à sa vérifiabilité et en les liant à la section « Notes et références ».
L'Esopus Creek est un cours d'eau qui coule au sud-est de l'État de New York aux États-Unis.

## Description
Ce ruisseau est un affluent de l'Hudson et le rejoint au niveau de la ville de Saugerties dans le nord-est du Comté d'Ulster. Il tient son nom de la tribu Esopus de la Confédération iroquoise, une tribu nomade qui s'était installée dans cette région, bien que le sol rocailleux rendît la terre impropre à la culture.
L'Esopus Creek prend sa source au Lac Winnisook dans les montagnes Catskill et les flux dans un cercle autour de la Panther Mountain. Il quitte la montagne et s'écoule sur plusieurs kilomètres jusqu'à ce qu'il atteigne le réservoir Ashokan. Il réduit alors le déversoir sur le barrage qui retient le réservoir à Olivebridge et coule le sud-est jusqu'à ce qu'il prenne une tournure aiguisée et soit à la tête du nord-est. De là, le ruisseau continue vers l'est jusqu'au nord dans l'Hudson dans Saugerties.
Le ruisseau est un composant du système d'approvisionnement en eau de New York. L'eau du réservoir Schoharie coule par le tunnel Shandaken  dans l'Esopus à Allaben, New York. L'Esopus se vide dans le réservoir d'Ashokan. Cette section est la classe 2-3 whitewater et est le site d'un slalom whitewater dans la chute. L'eau dans le réservoir qui ne réduit pas le déversoir au barrage Olivebridge entre à l'aqueduc Catskill et entre au réseau de distribution d'approvisionnement en eau de New York.